# Franz Fippinger
Franz Fippinger (* 13. Oktober 1932 in Kaiserslautern; † 28. Oktober 2013) war ein deutscher Psychologe und Pädagoge.

## Leben
Fippinger studierte von 1953 bis 1955 Lehramt und machte 1961 sein Diplom in Psychologie. 1964 wurde er mit einer Arbeit um die Themengebiete der Psychologie, Pädagogik und Psychopathologie an der Johannes Gutenberg-Universität Mainz zum Dr. phil. promoviert. Im Wintersemester 1956/57 wurde er Mitglied der VKDSt Hasso-Rhenania Mainz im Cartellverband (CV).
Franz Fippinger erhielt 1969 einen Ruf auf den Lehrstuhl für Psychologie an der Erziehungswissenschaftlichen Hochschule Rheinland-Pfalz, der späteren Universität Koblenz-Landau. Von 1972 bis 1988 war er deren Präsident, von 1992 bis 1996 Dekan des Fachbereichs Psychologie. Er war Vizepräsident der Westdeutschen Rektorenkonferenz (WRK) / Hochschulrektorenkonferenz  (HRK) von 1976 bis 1978 und 1983 bis 1987.
Fippinger engagierte sich insbesondere im Jugendmedienschutz und der Erziehungsberatung sowie dem präventiven Jugendschutz. Fippinger war Vorsitzender der „Bundesarbeitsgemeinschaft Aktion Jugendschutz“ und Ehrenvorsitzender der „Bundesgemeinschaft Kinder- und Jugendschutz“. Von 1978 bis 1985 war er Mitglied der „Ständigen Kommission für die Studienreform“ und 1991 bis 1993 Vorsitzender der „Lehrerausbildungskommission 2000“.
Er war Prüfer bei der Freiwillige Selbstkontrolle der Filmwirtschaft (FSK) und Freiwillige Selbstkontrolle Fernsehen  (FSF).
In der Verbandsgemeinde Landau-Land und im Kreis Südliche Weinstraße war er ehrenamtlich als CDU-Kommunalpolitiker tätig.

## Ehrungen
- 1983: Verdienstkreuz am Bande der Bundesrepublik Deutschland
- 1985: Verdienstorden des Landes Rheinland-Pfalz

## Schriften
- Schule und Geschlechtererziehung, Beltz 1969
- Intelligenz und Schulleistung, München/Basel 1986
- Jugend als pädagogische Herausforderung, Frankfurt 1988.
- Allgemeiner Schulleistungstest für 4. Klassen, Weinheim/Basel 1991.
- Allgemeiner Schulleistungstest für 3. Klassen, Weinheim/Basel 1992.
- Ergebnisse einer Untersuchung bei Prüferinnen und Prüfern von FSF und FSK, Nomos Verlag 1999